# Desa Tibubeneng
Desa Tibubeneng är en administrativ by i Indonesien.   Den ligger i provinsen Provinsi Bali, i den sydvästra delen av landet, 1 000 km öster om huvudstaden Jakarta. Desa Tibubeneng ligger på ön Bali.